# نيكيتسا ماجليكا
نيكيتسا ماجليكا هو لاعب كرة قدم كرواتي في مركز الوسط، ولد في 26 يناير 1965 في برتشكو في البوسنة والهرسك. لعب مع دينامو درسدن ونادي زغرب.

## وصلات خارجية
- نيكيتسا ماجليكا على موقع قاعدة بيانات كرة القدم.إي يو (الإنجليزية)
- نيكيتسا ماجليكا على موقع بيانات كرة القدم. دي إي (الألمانية)
- نيكيتسا ماجليكا على موقع عالم كرة القدم.نت (الإنجليزية)